# Copa Pan-Americana de Voleibol Masculino de 2014
A Copa Pan-Americana de Voleibol Masculino de 2014 foi a 9ª edição deste torneio organizado pela Confederação da América do Norte, Central e Caribe de Voleibol (NORCECA) em parceria com a Confederação Sul-Americana de Voleibol (CSV), realizado no período de 11 a 16 de agosto, com as partidas realizadas no Centro de Alto Rendimiento de Tijuana, na cidade de Tijuana, no México.
A seleção cubana venceu seu primeiro título da competição ao vencer na final única a seleção norte-americana. O oposto cubano Rolando Cepeda foi eleito o melhor jogador do torneio.

## Seleções participantes
| Grupo                | Equipe         | Última aparição |
| A                    |                |                 |
| -------------------- | -------------- | --------------- |
| A                    | Estados Unidos | 2013            |
| A                    | Colômbia       | 2010            |
| A                    | México         | 2013            |
| B                    |                |                 |
| Cuba                 | 2008           |                 |
| Porto Rico           | 2013           |                 |
| República Dominicana | 2013           |                 |
| B                    | Argentina      | 2013            |
| B                    | Canadá         | 2012            |
| B                    | Venezuela      | 2012            |

## Formato da disputa
O torneio foi dividido em duas fases: fase classificatória e fase final.
Os três primeiros classificados de cada grupo entraram na fase final, estruturada em quartas de final (em que não participaram os dois melhores primeiros classificados, já classificados para as semifinais, semifinais, disputa pelo terceiro lugar e final. As duas equipes derrotadas nas quartas de finais entraram na disputa pelo quinta lugar. Os últimos classificados de cada grupo entraram na disputa pelo sétimo lugar.
Cada grupo foi jogado com um sistema de todos contra todos e as equipes foram classificadas de acordo com os seguintes critérios:
1. Maior número de partidas ganhas.
2. Maior número de pontos obtidos, que são concedidos da seguinte forma:
  - Partida com resultado final 3–0: 5 pontos para o vencedor e 0 pontos para o perdedor.
  - Partida com resultado final 3–1: 4 pontos para o vencedor e 1 pontos para o perdedor.
  - Partida com resultado final 3–2: 3 pontos para o vencedor e 2 pontos para o perdedor.
3. Proporção entre pontos ganhos e pontos perdidos (razão de pontos).
4. Proporção entre os sets ganhos e os sets perdidos (razão de sets).
5. Se o empate persistir entre duas equipes, a prioridade é dada à equipe que venceu a última partida entre as equipes envolvidas.
6. Se o empate persistir entre três equipes ou mais, uma nova classificação será feita levando-se em conta apenas as partidas entre as equipes envolvidas.

## Fase classificatória
- Todas partidas no horário local (UTC-7).

### Grupo A
|     |                |     | Jogos | Jogos | Jogos | Resultados | Resultados | Resultados | Resultados | Resultados | Resultados | Sets | Sets | Sets  | Pontos | Pontos | Pontos |
| Pos | Equipe         | Pts | T     | V     | D     | 3–0        | 3–1        | 3–2        | 2–3        | 1–3        | 0–3        | V    | P    | R     | V      | P      | R      |
| --- | -------------- | --- | ----- | ----- | ----- | ---------- | ---------- | ---------- | ---------- | ---------- | ---------- | ---- | ---- | ----- | ------ | ------ | ------ |
| 1   | Estados Unidos | 10  | 2     | 2     | 0     | 2          | 0          | 0          | 0          | 0          | 0          | 6    | 0    | MAX   | 156    | 131    | 1.191  |
| 2   | México         | 5   | 2     | 1     | 1     | 1          | 0          | 0          | 0          | 0          | 1          | 3    | 3    | 1.000 | 151    | 145    | 1.041  |
| 3   | Colômbia       | 0   | 2     | 0     | 2     | 0          | 0          | 0          | 0          | 0          | 2          | 0    | 6    | 0.000 | 120    | 151    | 0.795  |

Resultados
| Data   | Hora  |          | Placar |                | Set 1 | Set 2 | Set 3 | Set 4 | Set 5 | Total | Relatório |
| ------ | ----- | -------- | ------ | -------------- | ----- | ----- | ----- | ----- | ----- | ----- | --------- |
| 11 ago | 21:28 | México   | 3–0    | Colômbia       | 25–20 | 25–20 | 26–24 |       |       | 76–64 | P2 P3     |
| 12 ago | 19:08 | Colômbia | 0–3    | Estados Unidos | 18–25 | 23–25 | 15–25 |       |       | 56–75 | P2 P3     |
| 13 ago | 19:46 | México   | 0–3    | Estados Unidos | 29–31 | 23–25 | 23–25 |       |       | 75–81 | P2 P3     |

### Grupo B
|     |                      |     | Jogos | Jogos | Jogos | Resultados | Resultados | Resultados | Resultados | Resultados | Resultados | Sets | Sets | Sets  | Pontos | Pontos | Pontos |
| Pos | Equipe               | Pts | T     | V     | D     | 3–0        | 3–1        | 3–2        | 2–3        | 1–3        | 0–3        | V    | P    | R     | V      | P      | R      |
| --- | -------------------- | --- | ----- | ----- | ----- | ---------- | ---------- | ---------- | ---------- | ---------- | ---------- | ---- | ---- | ----- | ------ | ------ | ------ |
| 1   | Cuba                 | 8   | 2     | 2     | 0     | 1          | 0          | 1          | 0          | 0          | 0          | 6    | 2    | 3.000 | 180    | 167    | 1.078  |
| 2   | Porto Rico           | 7   | 2     | 1     | 1     | 1          | 0          | 0          | 1          | 0          | 0          | 5    | 3    | 1.667 | 184    | 166    | 1.108  |
| 3   | República Dominicana | 0   | 2     | 0     | 2     | 0          | 0          | 0          | 0          | 0          | 2          | 0    | 6    | 0.000 | 122    | 153    | 0.797  |

Resultados
| Data   | Hora  |                      | Placar |                      | Set 1 | Set 2 | Set 3 | Set 4 | Set 5 | Total   | Relatório |
| ------ | ----- | -------------------- | ------ | -------------------- | ----- | ----- | ----- | ----- | ----- | ------- | --------- |
| 11 ago | 17:37 | Cuba                 | 3–2    | Porto Rico           | 18–25 | 26–24 | 25–20 | 21–25 | 15–12 | 105–106 | P2 P3     |
| 12 ago | 15:00 | Porto Rico           | 3–0    | República Dominicana | 25–17 | 25–18 | 28–26 |       |       | 78–61   | P2 P3     |
| 13 ago | 15:00 | República Dominicana | 0–3    | Cuba                 | 19–25 | 19–25 | 23–25 |       |       | 61–75   | P2 P3     |

### Grupo C
|     |           |     | Jogos | Jogos | Jogos | Resultados | Resultados | Resultados | Resultados | Resultados | Resultados | Sets | Sets | Sets | Pontos | Pontos | Pontos |
| Pos | Equipe    | Pts | T     | V     | D     | 3–0        | 3–1        | 3–2        | 2–3        | 1–3        | 0–3        | V    | P    | R    | V      | P      | R      |
| --- | --------- | --- | ----- | ----- | ----- | ---------- | ---------- | ---------- | ---------- | ---------- | ---------- | ---- | ---- | ---- | ------ | ------ | ------ |
| 1   | Argentina | 0   | 0     | 0     | 0     | 0          | 0          | 0          | 0          | 0          | 0          | 0    | 0    | MAX  | 225    | 179    | 1.257  |
| 2   | Venezuela | 0   | 0     | 0     | 0     | 0          | 0          | 0          | 0          | 0          | 0          | 0    | 0    | MAX  | 225    | 179    | 1.257  |
| 3   | Canadá    | 0   | 0     | 0     | 0     | 0          | 0          | 0          | 0          | 0          | 0          | 0    | 0    | MAX  | 225    | 179    | 1.257  |

Resultados
| Data   | Hora  |           | Placar |           | Set 1 | Set 2 | Set 3 | Set 4 | Set 5 | Total   | Relatório |
| ------ | ----- | --------- | ------ | --------- | ----- | ----- | ----- | ----- | ----- | ------- | --------- |
| 11 ago | 15:00 | Canadá    | 1–3    | Venezuela | 20–25 | 17–25 | 25–21 | 28–30 |       | 90–101  | P2 P3     |
| 12 ago | 17:00 | Venezuela | 0–3    | Argentina | 20–25 | 33–35 | 23–25 |       |       | 76–85   | P2 P3     |
| 13 ago | 17:00 | Argentina | 3–2    | Canadá    | 25–18 | 21–25 | 25–22 | 23–25 | 19–17 | 113–107 | P2 P3     |

## Fase final

### Chaveamento
|  |                |                |                |            | Quartas de final | Quartas de final |  |  | Semifinais | Semifinais |  |  | Final | Final |
|  |                |                |                |            |                  |                  |  |  |            |            |  |  |       |       |
|  |                |                |                |            |                  |                  |  |  |            |            |  |  |       |       |
|  |                |                |                |            |                  |                  |  |  |            |            |  |  |       |       |
|  | Cuba           | 3              |                |            |                  |                  |  |  |            |            |  |  |       |       |
|  | Cuba           | 3              |                |            |                  |                  |  |  |            |            |  |  |       |       |
|  |                |                | Venezuela      | 2          |                  |                  |  |  |            |            |  |  |       |       |
|  | Argentina      | 2              | Venezuela      | 2          |                  |                  |  |  |            |            |  |  |       |       |
|  | Argentina      | 2              | Quinto lugar   |            |                  |                  |  |  |            |            |  |  |       |       |
|  |                |                | Cuba           | 3          |                  |                  |  |  |            |            |  |  |       |       |
|  | México         | 1              | Cuba           | 3          |                  |                  |  |  |            |            |  |  |       |       |
|  | México         | 1              |                |            |                  |                  |  |  |            |            |  |  |       |       |
|  | Venezuela      | 3              |                |            |                  |                  |  |  |            |            |  |  |       |       |
|  | Venezuela      | 3              | Cuba           | 3          |                  |                  |  |  |            |            |  |  |       |       |
|  |                |                | Cuba           | 3          |                  |                  |  |  |            |            |  |  |       |       |
|  |                | Estados Unidos | 0              |            |                  |                  |  |  |            |            |  |  |       |       |
|  |                |                | 0              | Porto Rico | 3                |                  |  |  |            |            |  |  |       |       |
|  |                |                |                |            |                  |                  |  |  |            |            |  |  |       |       |
|  |                | México         | 1              |            |                  |                  |  |  |            |            |  |  |       |       |
|  | Estados Unidos | México         | 1              | 3          |                  |                  |  |  |            |            |  |  |       |       |
|  | Estados Unidos |                | Terceiro lugar | 3          |                  |                  |  |  |            |            |  |  |       |       |
|  |                |                | Porto Rico     | 0          |                  |                  |  |  |            |            |  |  |       |       |
|  | Argentina      | 3              | Porto Rico     | 0          |                  |                  |  |  |            |            |  |  |       |       |
|  | Argentina      | 3              |                |            |                  |                  |  |  |            |            |  |  |       |       |
|  | Porto Rico     | 2              |                |            |                  |                  |  |  |            |            |  |  |       |       |
|  | Porto Rico     | 2              |                |            |                  |                  |  |  |            |            |  |  |       |       |
|  |                |                |                |            |                  |                  |  |  |            |            |  |  |       |       |

#### 8º – 9º lugar
| Data   | Hora  |                      | Placar |          | Set 1 | Set 2 | Set 3 | Set 4 | Set 5 | Total  | Relatório |
| ------ | ----- | -------------------- | ------ | -------- | ----- | ----- | ----- | ----- | ----- | ------ | --------- |
| 14 ago | 15:00 | República Dominicana | 3–1    | Colômbia | 25–21 | 25–27 | 25–20 | 25–21 |       | 100–89 | P2 P3     |

#### Sétimo lugar
| Data   | Hora  |        | Placar |                      | Set 1 | Set 2 | Set 3 | Set 4 | Set 5 | Total   | Relatório |
| ------ | ----- | ------ | ------ | -------------------- | ----- | ----- | ----- | ----- | ----- | ------- | --------- |
| 15 ago | 15:00 | Canadá | 3–2    | República Dominicana | 25–21 | 22–25 | 22–25 | 25–16 | 15–13 | 109–100 | P2 P3     |

#### Quartas de final
| Data   | Hora  |            | Placar |           | Set 1 | Set 2 | Set 3 | Set 4 | Set 5 | Total  | Relatório |
| ------ | ----- | ---------- | ------ | --------- | ----- | ----- | ----- | ----- | ----- | ------ | --------- |
| 14 ago | 17:00 | Cuba       | 3–2    | Venezuela | 23–25 | 25–20 | 25–16 | 29–31 | 15–6  | 117–98 | P2 P3     |
| 14 ago | 20:13 | Porto Rico | 3–1    | México    | 27–25 | 25–23 | 23–25 | 25–16 |       | 100–89 | P2 P3     |

#### Semifinais
| Data   | Hora  |                | Placar |            | Set 1 | Set 2 | Set 3 | Set 4 | Set 5 | Total   | Relatório |
| ------ | ----- | -------------- | ------ | ---------- | ----- | ----- | ----- | ----- | ----- | ------- | --------- |
| 15 ago | 17:39 | Argentina      | 2–3    | Cuba       | 22–25 | 18–25 | 25–19 | 25–23 | 13–15 | 103–107 | P2 P3     |
| 15 ago | 20:13 | Estados Unidos | 3–0    | Porto Rico | 28–26 | 25–22 | 26–24 |       |       | 79–72   | P2 P3     |

#### Quinto lugar
| Data   | Hora  |        | Placar |           | Set 1 | Set 2 | Set 3 | Set 4 | Set 5 | Total | Relatório |
| ------ | ----- | ------ | ------ | --------- | ----- | ----- | ----- | ----- | ----- | ----- | --------- |
| 16 ago | 15:00 | México | 1–3    | Venezuela | 25–22 | 20–25 | 15–25 | 23–25 |       | 83–97 | P2 P3     |

#### Terceiro lugar
| Data   | Hora  |           | Placar |            | Set 1 | Set 2 | Set 3 | Set 4 | Set 5 | Total   | Relatório |
| ------ | ----- | --------- | ------ | ---------- | ----- | ----- | ----- | ----- | ----- | ------- | --------- |
| 16 ago | 17:19 | Argentina | 3–2    | Porto Rico | 25–21 | 25–23 | 20–25 | 24–26 | 18–16 | 112–111 | P2 P3     |

#### Final
| Data   | Hora  |      | Placar |                | Set 1 | Set 2 | Set 3 | Set 4 | Set 5 | Total | Relatório |
| ------ | ----- | ---- | ------ | -------------- | ----- | ----- | ----- | ----- | ----- | ----- | --------- |
| 16 ago | 20:00 | Cuba | 3–0    | Estados Unidos | 25–16 | 25–23 | 25–23 |       |       | 75–62 | P2 P3     |

## Classificação final
| Pos | Equipe               |
| --- | -------------------- |
| 1   | Cuba                 |
| 2   | Estados Unidos       |
| 3   | Argentina            |
| 4   | Porto Rico           |
| 5   | Venezuela            |
| 6   | México               |
| 7   | Canadá               |
| 8   | República Dominicana |
| 9   | Colômbia             |

## Premiações
| Copa Pan-Americana de 2014 |
| Cuba                       |
| -------------------------- |
| Cuba Campeão (1º título)   |

### Individuais
Os atletas que se destacaram individualmente foramː
| - Most Valuable Player (MVP) Rolando Cepeda - Melhor Levantador Robert Boldog - Melhores Ponteiros Javier Jiménez Rodrigo Villalba | - Melhores Centrais Mannix Román David Fiel - Melhores Oposto José Miguel Cáceres - Melhor Líbero Franco López |